# Sophie Friedländer
Sophie Friedländer (* 17. Januar 1905 in Hamburg; † 20. Februar 2006 in London) war eine deutsch-jüdische und deutsch-britische Pädagogin, die 1933 aus „rassischen Gründen“ Berufsverbot an staatlichen Schulen erhalten hatte, mehrere Jahre an jüdischen Schulen unterrichtete und 1938 nach England emigrierte. Sie beteiligte sich aktiv in der Betreuung der Flüchtlingskinder, die mit den Kindertransporten nach England gekommen waren. Von 1940 bis 1995 lebte sie in einer Arbeits- und Lebensbeziehung mit Hilde Jarecki (* 31. August 1911 in Berlin; † 10. Mai 1995 in London), deren Lebensgeschichte aufgrund dieser Nähe hier mit dargestellt wird.

## Familiärer Hintergrund
Sophie Friedländer kam am 17. Januar 1905 als drittes von vier Kindern zur Welt. Ihr Vater, Josua Falk Friedländer (* 11. Juni 1871 in Stade – † 22. Oktober 1942 im Ghetto Theresienstadt), war zu der Zeit Lehrer an der Hamburger Talmud-Thora-Schule, ihre Mutter Else (* 11. Mai 1875 in Posen – am 15. Juni 1942 höchstwahrscheinlich nach Izbica deportiert, der genaue Todesort und der Todeszeitpunkt sind nicht bekannt) Hausfrau, allerdings ausgebildete Lehrerin. 1898 kamen die Friedländers nach Hamburg, wo am 7. Dezember 1900 Sohn Walter und am 16. Juni 1902 Sohn Johanan Priel, auch Hans genannt, geboren wurden. Das nach Sophie vierte Kind, Ernst, wurde am 2. Juli 1907 in Berlin geboren.
Im Jahr nach Sophie Friedländers Geburt zog die Familie nach Berlin, wo der Vater eine Stelle als Lehrer für Latein, Neuere Sprachen und jüdischen Religionsunterricht an der Königstädtischen Oberrealschule erhielt. Die Friedländers lebten zuerst in der Eberswalder Straße, zwischen 1917 und 1918 zogen sie um in die Schönhauser Allee und schließlich um 1934/35 in den Siegmundshof. Hier wohnten die Eltern bis zu ihrer Deportation.
Josua Falk Friedlaender war ein religiöser Mann, der sich von der Orthodoxie weg und zu einem liberalen Judentum hin entwickelt hatte, wie ein von Sophie Friedländer überlieferter Ausspruch von ihm zeigt: „Liberal kann man nur sein, wenn man vorher orthodox gewesen ist.“ Er war dennoch stark in der jüdischen Gemeindearbeit engagiert. „Er war Mitglied des Schulvorstands der Jüdischen Gemeinde in Berlin. Außerdem war er Mitglied im Zentralverein deutscher Staatsbürger jüdischen Glaubens. Lange Jahre war Josua der Vorsteher der Synagoge in der Berliner Rykestraße. […] Er wirkte zusätzlich an hohen Feiertagen in den Betsälen der Gemeinde als Laienprediger. Im Auerbachschen Waisenhaus in Berlin übernahm Josua zeitweise den Direktorenposten und versuchte auch hier die Gottesdienste nach seinen Ideen zu gestalten.“ Beide Eltern waren zudem auch sozial engagiert. „Bereits während des Ersten Weltkriegs übernahm Josua seelsorgerische Aufgaben in den Lazaretten für jüdische Soldaten. Außerdem beteiligten er und seine Frau sich an der Bahnhofsfürsorge für ostjüdische Arbeiter auf dem Weg ins Ruhrgebiet und betreute als freiwilliger Mitarbeiter der Zentralwohlfahrtsstelle der deutschen Juden jüdische Menschen im Bezirk Prenzlauer Berg.“

## Ausbildung
Sophie erlebte in Berlin eine unbeschwerte Kindheit im Kreise ihrer Familie, verbunden mit einer einfühlsamen Einführung in das Judentum und in jüdische Riten und Feste. Als sie 1911 eingeschult und damit zum ersten Mal aus dem behüteten Familienumfeld herausgerissen wurde, empfand sie das als Schock, verbunden mit „so manchen Ängsten vor dem Unbekannten, die ich erst spät zu überwinden begann“.
Der Erste Weltkrieg war für die Familie mit Entbehrungen verbunden, doch musste weder der Vater, der dazu schon zu alt war, noch einer der Brüder als aktiver Soldat einrücken. Sophie verbrachte die Nachkriegszeit an einem Lyzeum, wo sie in der Obersekunda einen Lehrer hatte, der sie durch seine pädagogische Arbeit stark für ihren weiteren Weg beeinflusste. 1924 legte sie die Reifeprüfung ab und begann eine Lehrerinnenausbildung. Praktika absolvierte sie unter anderem an der Rütlischule, einer der ersten Gemeinschaftsschulen in Berlin, deren fortschrittliche Unterrichtsmethoden Sophie Friedländer tief beeindruckten.
Zum Ende dieser Ausbildung, die sie mit der Lehramtsprüfung für Lyzeen, Mittel- und Volksschulen abschloss, schickten die Eltern ihre Tochter 1924 zu Verwandten nach London, zu einer jüdischen Großfamilie. „Es war das Haus des ehemaligen Oberrabbiners einer sephardischen Gemeinde, der in Rumänien geboren und in Breslau studiert hatte, ein großer Gelehrter, mit allen europäischen und semitischen Sprachen intim vertraut. Seine Frau, eine Cousine von unserem Vater, die einzige Tochter vom Leiter des Jews’ College in London. Es gibt eine Photographie von ihm: Samt-Knie-Anzug und Schnallenschuhe. So war er beim König eingeladen. Es war ein englischer, aber vor allem ein jüdischer Haushalt mit strengem Befolgen der Speisegesetze, den täglichen Gebeten und den traditionellen Festen. Und dreizehn sehr intelligente und temperamentvolle Kinder – und keine zwei mit auch nur ähnlicher Entwicklung. Es gab nichts, was nicht unter den Geschwistern leidenschaftlich diskutiert und handelnd durchgeführt wurde. So interessant und stark war das Leben im Haus, daß mir der Abschied nach acht Monaten recht schwer fiel.“ Sophie Friedländer nennt die Namen ihrer Verwandten nicht, doch in ihrem Nachruf auf Sophie Friedländer im The Guardian erwähnt Elizabeth Rosenthal, dass es sich bei diesen Verwandten um eine Familie Gaster gehandelt habe. Bei dieser Familie handelte es sich um die von Moses Gaster, eines sephardischen Oberrabbiners, jüdischen Gelehrten und Volkskundlers, der der Schwiegersohn von Michael Friedländer war. Michael Friedländer war ein Onkel von Sophies Vater, Moses Gasters Frau mithin eine Cousine von Sophies Vater, und zwischen Michael Friedländer und Sophies Vater gab es enge Beziehungen: Josua Falk Friedlaender hatte sich „von 1892 bis 1893 ein Jahr in England aufgehalten. Dort besuchte er das Jews‘ College, dessen Direktor, Dr. Michael Friedlaender, sein Onkel war. Bei diesem lebte er auch in der Zeit. Später übersetzte er ein Buch seines Onkels, ‚The Jewish Religion‘, ins Deutsche.“
Für Sophie Friedländer war der Londonaufenthalt und das Zusammenleben mit ihren Verwandten nicht nur wegen der Verbesserung ihrer Englischkenntnisse und ihrer Horizonterweiterung bedeutsam, sondern auch deshalb, weil hier die Basis gelegt wurde für ihre spätere Rettung aus dem Deutschen Reich: „Mit den Jüngsten, die mir im Alter nahe waren, gab es später auch eine Gesinnungsgemeinschaft. Sie und ihre Freunde waren es, die mich nach England retteten.“
Zurück in Berlin vervollständigte sie ihre Ausbildung. Mit finanzieller Unterstützung ihrer älteren Brüder begann sie eine akademische Ausbildung und bereitete sich zusätzlich auf das jüdische Religionslehrerinnen-Examen vor. Letzteres brach sie nach zwei Jahren ab, weil sie einsah, dass sie „ehrlicherweise den Unterricht nie als Gläubige unternehmen konnte“. Sie studierte an der Universität zu Berlin, unterbrochen von einem Semester in Freiburg, Englisch und Geographie. Eine sie prägende Erfahrung machte sie während ihrer Englisch-Klausur für das Staatsexamen:

„Wir saßen – es waren fast alle schon angehende Lehrer – um einen Tisch, um eine Übersetzung zu machen. Aus irgendeinem Grund hatten wir alle ein Lexikon dabei, das wir natürlich nicht benutzen durften. Als jedoch der Invigilator (Aufseher) nach englischer Sitte rausging, um Tee zu trinken, taten wir alle, wie wir da saßen, einen schnellen Blick ins Lexikon. Auch die Lehrer. So haben wir alle geschummelt. Da beschloß ich in meinem Herzen, daß ich nie ein Kind bestrafen werde fürs Schumrneln. Und dieses Versprechen habe ich mir gehalten.“

Sophie Friedländer, die während ihres Studiums privaten Unterricht erteilt hatte und wegen ihres vorangegangenen Lehrerinnenexamens nur ein verkürztes Referendariat zu machen brauchte, lässt das Jahr ihres Staatsexamens offen und berichtet nur, dass sie für ihr Referendariat einer Mädchenschule zugeteilt worden sei. Sie hielt es hier nur eine Woche aus und bewarb sich bei Fritz Karsen für die Fortsetzung ihres Referendariats an der Karl-Marx-Schule in Berlin-Neukölln, einer der bekanntesten Reformschulen der 1920er und frühen 1930er Jahre.
Ihre erste Begegnung mit Karsen schildert sie so:

„Karsen, der Leiter der Schule, meinte nachdenk-
lich: ›Ich habe aber schon so viele jüdische Referendare. . .‹ Zu meinem eigenen Erstaunen hörte ich mich sagen: ›Na, dann werden Sie noch einen haben‹ Und ich wurde angenommen. Unter der mehr oder weniger strengen Aufsicht eines Tutors mußten wir ll Stunden in der Woche probeunterrichten. Dabei fand ich mich in vielem bestätigt und habe viel gelernt. In den Klassen spürte ich die Kraft der Motivation von Schülern und Lehrern. Ich hospitierte viel und erfuhr, daß in jeder Klasse etwas vorging. Es war eine Atmosphäre von Suchen und Finden, von Geben und Nehmen und nicht eine Abfütterung von zugemessenem Wissen.“

Neben Fritz Karsen zeigte sich Sophie Friedländer auch sehr beeindruckt von Alfred Ehrentreich, der ihr Tutor in Englisch war.
Ein weiteres beeindruckendes Erlebnis hatte sie durch ihre Teilnahme an einer Lehrerkonferenz im von Minna Specht geleiteten Landerziehungsheim Walkemühle, wo sie fasziniert war von einer von Gustav Heckmann gehaltenen Demonstrationsstunde in Mathematik. Seine Lehrmethode animierte sie, diese in ihrem eigenen Unterricht an der Karl-Marx-Schule zu erproben.
Sophie Friedländers Assessorinnen-Prüfung fand am 1. April 1933 statt. „Das war das Datum, an dem ich offiziell in den Beamtenstand versetzt wurde, allerdings dann schon ›auf Widerruf‹. […] Im September, in derselben Woche wie mein Vater nach 27jähriger Dienstzeit, wurde ich in den Ruhestand versetzt.“ Das am 7. April 1933 verabschiedete Gesetz zur Wiederherstellung des Berufsbeamtentums hatte in der Familie Friedländer zwei weitere Opfer gefunden.

## Die Jahre 1933 bis 1938

### Jüdisches Kinder- und Landschulheim Caputh
Im Mai 1933 ging Sophie Friedländer als Lehrerin für Englisch und Geographie an das von Gertrud Feiertag gegründete Jüdische Kinder- und Landschulheim Caputh.
In einem Rückblick aus dem Jahre 1983 betonte Sophie Friedländer die Bedeutung von Caputh für ihren persönlichen Werdegang und reflektierte in dem Zusammenhang auch noch mal die bisherigen Stationen ihrer Ausbildung:

„Für mich hatte Caputh eine ganz besondere Bedeutung in meinem Werdegang als Lehrerin. In meiner Ausbildung in der Weimarer Zeit hatte ich viele fortschrittliche Schulen besucht, hatte meine Lehrbegeisterung entfacht an der ›Sokratischen Methode‹, wie sie auf einer Lehrertagung in Minna Spechts ›Walkemühle‹ demonstriert wurde. Ostern 1933 hatte ich mein Referendarjahr beendet mit meiner Assessorprüfung an der Karl-Marx-Schule in Berlin-Neukölln, wo ich viel Anregung bekommen hatte für freien sinnvollen Unterricht, und wo ich erfahren konnte, wie weit sich unsere Ideen vom Arbeitsunterricht praktisch durchführen ließen. Und jetzt konnte ich Anwenden, was ich gelernt hatte.“

Sophie Friedländer beschreibt Caputh als eine „Oase in der Wüste“, in der erwachsene Juden in Hitler-Deutschland einen Weg finden konnten, mit ihrer eigenen Situation fertig zu werden und dabei erst recht den ihnen anvertrauten Kindern helfen konnten, sich in einer Welt der wachsenden Unsicherheit zurechtzufinden.

„Als ein Teil einer größeren Schicksalsgerneinschaft entwickelte sich bald ein starker Gemeinschaftsgeist. Die Erwachsenen gaben, ein jeder auf seine Weise, was sie zu geben hatten, ohne Einschränkung und ohne Bezug auf ein entsprechendes Gehalt. In einem normalen Fachunterricht an einer höheren Schule hätte ich diese glückliche Erfahrung nicht machen können. Die begeisterungsfähige und sehr intuitiv handelnde Leiterin war Anfang 40, Lehrer und Hausmutter zwischen 23 und 35 Jahre alt, und wir kamen fast alle aus den freien und fortschrittlichen Schulbemühungen der Weimarer Zeit. Es war unser Privileg, daß wir in diesem Sinne weiterwirken konnten mit Arbeitsunterricht in der Schule, mit weitgehender Beteiligung der Kinder an den täglichen Verrichtungen im Heim, Ratsversammlung und individueller Behandlung der Kinder und ihrer besonderen Situation ohne einschränkenden Zwang von außen.“

Eher beiläufig kommt sie auf eine Begegnung aus dem Mai 1934 zu sprechen: ihr erstes Zusammentreffen mit Hilde Jarecki, die als neue Hausmutter ihren Dienst aufgenommen hatte. Ein Jahr später bat Sophie Friedländer sie, sie als Lehrerin zu vertreten, da sie selber als Dolmetscherin mit Gertrud Feiertag nach England reiste. Hilde Jarecki, die sich damals selber nicht als Lehrerin sah, meisterte die Aufgabe mit Erfolg. Doch die persönlichen Beziehungen zwischen den beiden scheinen damals noch eher locker gewesen zu sein, und Sophie Friedländer schreibt: „Wir wanderten getrennt voneinander aus, aber seit wir uns – nach einigen Abenteuern – 1940 in London wiedertrafen, haben wir unser Leben geteilt.“
1937 verließ Sophie Friedländer Caputh. Ihren Dank an Jüdische Kinder- und Landschulheim und dessen Gründerin konnte Sophie Friedländer auf ganz besondere Weise abstatten, wie Ingeborg Hansen-Schaberg in ihrem Nachruf 2006 herausstellte:

„Ein besonderes Verdienst Sophie Friedländers ist, dass sie die Erinnerung an Gertrud Feiertag, die in Auschwitz ermordet wurde, und an die pädagogische Wirklichkeit von Caputh wach gehalten hat. Bereits 1983 erschien ihr Text über ‚das verlorene Paradies‘ Caputh in dem von Hildegard Feidel-Mertz herausgegebenen Band ‚Schulen im Exil‘, und auf der Grundlage ihrer über Jahrzehnte gesammelten Dokumente, Schülerarbeiten, Fotos, Briefe etc., die sie Hildegard Feidel-Mertz vermacht hat, wurde die 1994 in Potsdam eröffnete Ausstellung über Caputh konzipiert und das Buch ‚Ein verlorenes Paradies. Das jüdische Kinder- und Landschulheim Caputh (1931–1938)‘ […] publiziert.“

### Exkurs: Hilde Jarecki
Über Hilde Jarecki (* 31. August 1911 in Berlin – † 10. Mai 1995 in London) ist weniger bekannt als über Sophie Friedländer. Doch das „Zwillingsbuch“ Sophie & Hilde, dessen zweiter Teil ihr Leben aufgreift, hilft auch hier weiter.

#### Herkunft und Kindheit
Hilde war die Dritte von sieben Geschwistern. Ihr Vater, Kriegsteilnehmer im Ersten Weltkrieg, „arbeitete in der Konfektion“, die Mutter „kam aus einem gutbürgerlichen Haus“, lebte aber aufgrund des frühen Todes der Mutter bis zu ihrem 14. Lebensjahr im Waisenhaus, bevor sie dann eine Höhere Handelsschule besuchte. Beide Elternteile, die Mutter war evangelisch aufgewachsen, hatten nur sehr lockere Bindungen an das Judentum.
Hilde Jarecki erlebte eine in weiten Zügen sorglose Kindheit und Schulzeit, musste aber wegen einer Tuberkulose mehrfach zur Erholung in Kinderheime. Sechs Monate verbrachte sie deswegen in einem Sanatorium in Davos, und als die Eltern sie von dort wegen mangelnder Heilungsaussichten nach Hause holten, bekam sie Asthmaanfälle, die sie bis zu ihrem 17. Lebensjahr plagten. All das führte zu einer lückenhaften Schulausbildung, konnte sie dennoch eine Studienanstalt mit der Mittleren Reife abschließen. Über ihre älteren Geschwister kam sie in Kontakt mit zionistischen und linken Jugendverbänden und wurde selber Mitglied in der SAJ.

#### Ausbildung beim Verein Jugendheim
Wegen ihrer unzureichenden schulischen Ausbildung und ihrer schwächlichen Konstitution zerschlugen sich viele Berufswünsche, so dass Hilde Jarecki mit 17 das Angebot der Arbeiterwohlfahrt annahm, in einem Kindererholungsheim zu arbeiten. Die Stelle war befristet, doch beim Abschied riet ihr der Heimleiter, sich zur Kindergärtnerin und Jugendleiterin ausbilden zu lassen. Sie strebte eine Ausbildung an dem von Anna von Gierke gegründeten Sozialpädagogischen Seminar unter dem Dach des Vereins Jugendheim an und überbrückte die Zeit bis zum nächsten Lehrgangsbeginn mit einer privaten Kinderbetreuung und als Gruppenleiterin auf den von der Jüdischen Gemeinde eingerichteten Ferienspielplätzen. Mit 19 Jahren dann begann sie ihre Ausbildung in Berlin-Charlottenburg, im Westen von Berlin, „wo die reichen Berliner wohnen“.

„Aber der ›Westen‹, das ist nicht alles Kurfürstendamm. Weiter weg von der Hauptstraße, in den kleineren Nebenstraßen, gab es viel Arbeitslosigkeit und bittere Armut. Den Kindern dieser Armut zu geben, was das Leben lebenswert macht, und junge Menschen auszubilden, die dieser Aufgabe gewachsen waren, das war das Ziel, das die Leiterin Anna von Gierke und ihr Stab von begabten und einsatzbereiten Mitarbeiterinnen sich gesetzt hatten. In diese Atmosphäre schlüpfte ich wie ein Fisch ins Wasser, wie es geschieht, wenn verwandte Seelen einander begegnen. Hier im Jugendheim mit seinen Tagesstätten für sozial benachteiligte Kinder von 2-15 Jahren und seinen vorbildlichen Ausbildungsmöglichkeiten für Kindergärtnerinnen, Hortnerinnen und Jugendfürsorgerinnen war das Gewollte nicht nur Theorie, sondern gelebtes Leben.“

Hilde Jarecki war von ihrer Ausbildung begeistert. Von ihren Ausbilderinnen erwähnt sie besonders Alice Bendix, die das zum Verein gehörende Landjugendheim Finkenkrug leitete, und Nora Astfalck. Im März 1933 machte sie ihr Staatsexamen, ein halbes Jahr vor der Schließung der Ausbildungsstätte durch die Nazis. Hilde Jarecki war nun eine „Jugendheimerinnen“, wie sich die Absolventinnen selber nannten, und zu denen „gehört eine Anzahl von emigrierten Sozialpädagoginnen, denen – wie Jarecki – ihre dort erworbenen Fähigkeiten und Erfahrungen im Exil dazu verhalfen, sich auf neue Anforderungen flexibel und innovativ einzulassen.“

#### Hausmutter in Caputh
Hilde Jarecki blieb nach ihrem Examen als Jüdin eine Festanstellung in staatlichen Einrichtungen verwehrt. Sie fand vorübergehend Arbeit in einem privaten Montessori-Kindergarten, bis auch der im Januar 1934 geschlossen werden musste. Dessen Leiterin aber kannte Gertrud Feiertag, und so fand Hilde Jarecki nach Caputh.
Nach Feidel-Mertz kam Hilde Jarecki am 1. Mai 1934 als Hausmutter nach Caputh und blieb dort 18 Monate. Über ihre Zeit in Caputh und ihr Verhältnis zu Gertrud Feiertag hat sie eine kurze Erinnerung hinterlassen:

„GF [Gertrud Feiertag] und ich hatten sofort guten Kontakt. Sie bot mir die Stellung als Hausmutter von einer kleinen Mädchengruppe von 7-10 Jahren auf einer Etage im Haupthaus an. Nach 4 Wochen wollte ich meine Kündigung eingeben. Mit meiner sozial-pädagogischen Ausbildung schien mir die Arbeit mit den etwas verwöhnten Kindern zu eng. Aber ich konnte mit GF ganz offen darüber sprechen. Sie lachte und meinte, ich könnte ja eine viel größere Gruppe mit älteren Kindern übernehmen, mit 20 Jungen und Mädchen von ll-16 Jahren, weit weg vom Haupthaus, im Dorf. Dort könnte ich ganz selbständig sein.
Das war eine Gruppe von recht gesunden, aber zum Teil auch recht schwierigen Jugendlichen. GF schenkte mir, der 23jährigen, volles Vertrauen und gab mir alle Freiheit, das Leben in dieser Gruppe auf meine Weise zu gestalten. Es bildete sich bald eine starke Gemeinschaft. Die Teilnahme an allen täglichen Verrichtungen im Haus machte nicht nur die Haushilfe von außen überflüssig, sondern stärkte auch das Verantwortungsgefühl der Jugendlichen.
Die wöchentlichen Gruppenabende, gemeinsame schöne Erlebnisse wie Ausflüge, Nachtwanderungen, gemeinsames Lesen und Besprechungen halfen Herz und Augen zu öffnen für gegenseitiges Verstehen und gegenseitige Hilfe.
Es waren nur 18 Monate, daß ich in Caputh war, aber bis heute nimmt diese Zeit einen wichtigen Raum ein in meiner vielseitigen Arbeitserfahrung mit allen Altersstufen.“

#### Hilde Jareckis letzte berufliche Stationen vor der Emigration
Hilde Jarecki beschreibt ihren Weggang von Caputh als Folge der allmählichen Auflösung der Gruppenstrukturen in Folge der zunehmenden Emigration. Für sie, die vorerst noch nicht ans Weggehen dachte, war es Anlass, sich um Kinder zu kümmern, die mehr Betreuung benötigten als die noch in Caputh verbliebenen Kinder, und das waren die Kinder in einem jüdischen Waisenhaus. Sie wechselte an das „Reichenheimsche Waisenhaus“.
Nach Jörg H. Fehrs änderte sich „der konservativ-pädagogische Charakter der Anstalt, orientiert an den Prinzipien von Zucht und Ordnung, […] in den letzten Jahrzehnten ihres Bestehens ebenso wenig wie die traditionell-religiöse Erziehung“. Diese Einschätzung findet sich auch bei Hilde Jarecki, „ein altmodisches Waisenhaus“ vorgefunden zu haben, in dem sie sich nun um die „herzerbrechende Sehnsucht [der Kinder] nach ein bißchen persönlicher Kümmerung, ein bißchen Liebe“, kümmern sollte. Sie stellte sich dieser Aufgabe, setzte Veränderungen durch, scheiterte aber, weil die Anforderungen sie überforderten. Sie kündigte, übernahm noch übergangsweise für drei Monate die Aufgabe, eine Spielgruppe für behinderte Kinder einzurichten, und wechselte im April 1937 als Laien-Therapeutin zur Jüdischen Kinderhilfe, wo sie mit schwergestörten Kindern zu arbeiten hatte.
Hilde Jarecki wurde als Nächstes eine Stelle als Leiterin eines Kinder-Erholungsheims angeboten. Das Heim befand sich im Erdgeschoss einer Villa in der Nähe von Berlin-Nikolassee und wurde von der Familie Schocken finanziert. Hilde Jarecki betreute vorwiegend Kinder aus dem Berliner Scheunenviertel, die hier für sechs Wochen Erholung finden konnten, und machte Bekanntschaft mit der Homöopathie und anderen Methoden der Naturheilkunde.
Im Sommer 1938 wurde der Schocken Verlag zwangsweise geschlossen, und damit fiel die Unterstützung für das Erholungsheim weg. Seine Weiterführung durch die Jüdische Gemeinde war aus finanziellen Gründen auch nicht möglich, und so wechselte Hilde Jarecki in eine andere jüdische Einrichtung. Sie übernahm die Leitung eines Kindergartens in der Grolmannstraße, „eine der vielen Einrichtungen in privaten Häusern oder Wohnungen, die von Juden verlassen waren. Im Erdgeschoß gab es einen Kinderhort, der Kindergarten war im 1. Stock. Da es inzwischen auch eine jüdische Ausbildung für Kindergärtnerinnen und Hortnerinnen gab, konnte ich dann auch Schülerinnen zur praktischen Anleitung aufnehmen.“
Während der Novemberpogrome 1938 wurden auch in der Grolmannstraße die Fenster eingeschlagen, doch Hilde Jarecki ließ sich nicht beirren, bereits am nächsten Tag den Kindergarten wieder zu öffnen. Doch auch sie konnte sich nun dem Gedanken an eine Emigration nicht mehr verschließen. Sie stand in engem Kontakt zu ihrer Lehrerin im Verein Jugendheim, Nora Astfalck, und deren Lebensgefährtin Johanna Nacken, die bereits 1933 emigriert waren, aber als „Arierinnen“ weiterhin Deutschland besuchten. Die beiden beschafften Hilde Jarecki eine Stelle als Hausangestellte in England, und eine andere Freundin besorgte für Hildes jüngste Schwester Mirjam einen Platz an der Bunce Court School, von wo aus sie zu ihren Geschwistern nach Palästina reisen sollte.
Hilde Jareckis Ausreise verzögerte sich noch um einige Monate, und es war ein glücklicher Zufall, wie es dann dazu kam. Der Weg führte über das von Bertha Pappenheim gegründete Mädchenwohnheim Neu-Isenburg:

„Durch die Reichsvertretung der Deutschen Juden hörte ich von einer deutsch-jüdischen Familie, die schon die britische Staatsangehörigkeit erworben und so keine Schwierigkeiten mehr hatte, als sie ein Kind aus dem Babyheim in Isenburg adoptieren wollten. Ob ich dieses Baby rüberbringen wolle? Außer mit Klein-Mirjam hatte ich keinerlei Erfahrung mit Babys. Ich sagte aber sofort zu. Nun hatte ich sogar freie Fahrt. Mit 10 Mark in der Tasche – mehr durfte man nicht mit rausnehmen – und einem kleinen Köfferchen fuhr ich nach Frankfurt, Wo mir das Baby übergeben werden sollte.
Ja, ich bin ausgewandert mit einem kleinen Köfferchen. Den Wintermantel hatte ich zurückgelassen – es war schon März – das einzige Kleid hatte ich an. Das Köfferchen barg nur wenige Anziehsachen, vor allem ein paar Lieblingsbücher, Bilder und Photographien. Es war wunderbar, so unbelastet zu sein, denn ein Arm mußte ja frei sein für das Baby! In Frankfurt wurde mir das Baby übergeben. Ich nahm es in meinen Arm, und mit Platzkarte 2. Klasse bestieg ich den Zug nach Hook van Holland.“

In Harwich wurden Hilde Jarecki und das Baby von den Adoptiveltern empfangen, und bei denen in Craydon verbrachte sie ihre erste Nacht auf englischem Boden.

### Sophie Friedländers Weg in die Emigration
1937 wechselte Sophie Friedländer zusammen mit ihrem Caputher Kollegen und bis dahin Schulleiter Fridolin Friedmann als Lehrer an die von Bruno Strauss geleitete Jüdische Oberschule Berlin. Das auf den ersten Blick absurd erscheinende Unterfangen, zu diesem Zeitpunkt noch einmal eine jüdische Schule zu gründen, wie auch die Motive, als Lehrkraft dorthin zu wechseln, beschreibt sie sehr eindrucksvoll:

„Heute scheint es uns ganz unglaublich, daß die Jüdische Gemeinde Berlin noch im Jahre 1937 eine eigene jüdische Höhere Schule aufgemacht hat, in der all die jüdischen Schüler und Lehrer, die von den Öffentlichen Schulen ausgeschlossen waren, noch zu normalem Unterricht in vollen Klassen zusammengefaßt werden konnten. Der damalige Leiter der Caputh-Schule und eine ganze Reihe befreundeter Kollegen folgten dem verlockenden Ruf, noch einmal an einer ›richtigen‹ Schule zu arbeiten.“

Aber es war nicht nur die Begeisterung für den Beruf, die Sophie Friedländer zum Bleiben veranlasste. Sie, die sich nie politisch organisiert hatte, sich aber als Sozialistin verstand, konnte sich dem in ihrem Umfeld verbreiteten Trend, nach Palästina auszuwandern, nicht anschließen.

„Während in meiner engeren und weiteren Familie sich alle wie selbstverständlich bemühten, nach Palästina auszuwandern, gab es für mich schwere Zweifel. Während für sie das Recht zu siedeln kein Problem war, denn das Land wurde weitgehend durch den Keren Kajemeth von den Arabern gekauft, kannte ich Statistiken der Araber und verstand, durch manche erregte Diskussion, daß nationalistische Bewegungen logischerweise zu kriegerischen Auseinandersetzungen führen müssen. Diese Erwägungen hielten mich davon ab, mit dem Strom zu gehen. So blieb ich.“

Über ihren Anfang an der Jüdischen Oberschule schrieb sie später:

„Da hab ich im Frühjahr angefangen zu unterrichten. Zu Ostern 1937 wurde die Schule aufgemacht. Das war ja auch etwas Eigenartiges: 1937 hat die Jüdische Gemeinde in Berlin eine Höhere Schule aufgemacht. Was haben sie sich eigentlich … nun um alle die aufzufangen, die aus den anderen Schulen entlassen wurden. Und diese haben sich dann gesammelt – es waren lauter begabte Schüler … Damals hat man eine Jungenklasse und eine Mädchenklasse für die Sexta eingerichtet, weil es so viele waren. Sie waren also so geteilt, und in den anderen Klassen – die Quarta war aueh eine Mädchen- und Jungenklasse – waren alle gemischt.“

Sophie Friedländer, die an dieser Schule Englisch, Geographie, Geschichte und Deutsch unterrichtete, wurde hier ein besonderes Abschiedsgeschenk zuteil: „Hier entstand u. a. in der Arbeit mit den Mädchen der Sexta die Dramatisierung des Märchens ‚Das kalte Herz‘ (publiziert in der Edition Hentrich 1993, Schriftenreihe AnDenken 2) von Wilhelm Hauff. Es wurde in einem Heft mit schönen Illustrationen der Schülerinnen zum Abschiedsgeschenk für die Pädagogin, als sie am 23. September 1938 Deutschland verließ.“

„Die Arbeiten ihrer Schülerinnen aus der Sexta an der Höheren Schule der Gemeinde in Berlin-Moabit, die sie an jenem Tag mit in das Exil nahm, sind nicht nur Andenken an ihre produktive Arbeitszeit als Lehrerin dieser Kinder, sondern sie sind auch Dokumentationen eines besonderen Lernprozesses: Die Sexta-Mädchen haben mit ihrer Lehrerin gelernt, sich mit der Geschichte ihres jüdischen Volkes auseinanderzusetzen und gleich ihre Lebensgegenwart im Jahr 1938 in Berlin wahrzunehmen; sie haben gelernt, sich in ihrer großstädtischen Umwelt, die ihnen zum Teil schon verschlossen und verboten war und aus der sie zunehmend mehr ausgegrenzt wurden, zu orientieren. Sie haben das nicht passiv getan, sondern mit einer Aktivität, die FRANZ ROSENZWIG 1937 als Sinn von Bildung verstand: Bildung ist für ihn ‚Kraft zur Tat, Fähigkeit zum Verstehen, nicht als bloßen Stoff, immer persönlich, immer der Mensch selber, nie von ihm bloß gehabt. Sie ist nie Wissen um Dinge, überall Sinn dafür.‘“

Auf Dauer konnte auch Sophie Friedländer dem Gedanken an eine Auswanderung nicht mehr ausweichen. Ihre Brüder, die zeitweise in der Sowjetunion gelebt hatten und nur knapp den Säuberungen unter Stalin entkommen waren, konnten nach Palästina ausreisen. Sie selber hatte Verbindung zu Harold Laski, der sie beschäftigen wollte, doch dies scheiterte an den für Emigrantinnen schikanösen Bestimmungen: Laski hätte sie erst einstellen dürfen, wenn sie bereits in England gewesen wäre; nach England Einreisen durfte sie aber erst, wenn sie eine Arbeit gehabt hätte. Freunde aus Liverpool sorgten dann dafür, dass als nominell von ihnen angeforderte Hausangestellte einreisen durfte, denn ein domestic permit, war vielfach die einzige Möglichkeit, um nach England einreisen zu können.
Am 23. September 1938 bestieg Sophie Friedländer am Bahnhof Berlin-Charlottenburg den Zug ins Exil.

„Ich war die letzte von uns vier Geschwistern, die das Elternhaus verließ. Eine gebrauchte Schreibmaschine, die mich durchs Leben begleitet hat, gab mir unser Vater auf den Weg und eine kleine hebräische Bibel mit einer zierlich kleinen, aber klaren hebräischen Inschrift, die ich aber erst viel später lesen und Verstehen konnte: ›Sieben Tage sollst Du das ungesäuerte Brot der Armut essen, denn in Eile bist Du aus Ägypten gezogen, so daß Du Dich erinnern sollst an den Auszug aus Ägypten alle Tage Deines Lebens.‹ (5. Buch Moses 16/3) ›Seine Engel sollen Dich begleiten und Dich behüten auf Deinen Wegen.‹ (Psalm 91, 11) ›Eine Gabe breitet sich auf meine Tochter Sophie: zu lernen, zu lehren, zu bewahren und zu tun.‹
Und auf einem Zettel auch auf Hebräisch: ›Welches kleine Holz zündet ein großes an: wenn Schüler von kleinen Weisen die Großen anregen. So heißt es bei Rabbi Chaninah: Viel habe ich von meinen Lehrern gelernt und von meinen Freunden, mehr von meinen Kollegen, am meisten aber von meinen Schülern.‹“

Sophie Friedländer hat ihre Eltern danach nie mehr wiedergesehen; ihr Vater ist einer amtlichen Mitteilung nach in Theresienstadt „verstorben“, die Mutter musste wegen einer seelischen Erkrankung in ein Sanatorium und wurde von dort aus deportiert. Sophie Friedländers erstmals veröffentlichte Lebenserinnerungen trugen den Titel Am meisten habe ich von meinen Schülern gelernt, eine Reminiszenz an den Rabbi-Chaninah-Spruch, den ihr ihr Vater in die Bibel geschrieben hatte, die er ihr zum Abschied schenkte.

## Neustart in England

### Sophie Friedländers Start in England
Sophie Friedländer reiste zu einer befreundeten Familie in Liverpool. „Eine reizende Familie. Die Mutter hatte gerade eine Anthologie herausgebracht aus Werken von sozialistischen Schriftstellern. Ihr Mann war damals Lektor für Erziehung an der Universität Liverpool.“ Es handelt sich um die Familie Palmer, über die aber wenig in Erfahrung zu bringen ist.
Bei den Palmers erhielt Sophie Friedländer auch die Nachricht von den Ereignissen in der sogenannten Kristallnacht und von den bevorstehenden Kindertransporten nach England. Die Palmers entschlossen sich spontan, eine ehemalige Caputh-Schülerin, die mit einem Transport nach England kam, bei sich aufzunehmen und ließen auch deren Eltern bis nach dem Ende des Krieges bei sich unterkommen. Sophie Friedländer meldete sich umgehend als Helferin für ein Camp, in dem Kinder der Kindertransporte betreut werden sollten. Nachdem man ihr erst abzuraten versuchte, wurde sie dank der Vermittlung einer Dame mit früheren Verbindungen nach Caputh als „Second-in-Command“ für ein normalerweise als Feriencamp genutztes Camp in Selsey Bill eingeteilt. (Lage) Die zu betreuenden Kinder sollten vom Erstaufnahme-Camp in Dovercourt übernommen werden. Nach zwei Wochen in Selsey Bill wurde dann Sophie Friedländer selber nach Dovercourt beordert.
Nach dem eher fremdenfeindlich motivierten Rausschmiss in Claydon ging Sophie Friedländer nach London. Sie traf zufällig eine Bekannte, Martha Friedländer, die früher auch in Caputh gearbeitet hatte und nun als Hausangestellte bei einer mit beiden befreundeten Ärztin und ISK-Aktivistin arbeitete. Martha Friedländer besorgte Sophie ein Zimmer bei ihren Verwandten in Golders Green.
Weihnachten 1939 verbrachte Sophie Friedländer bei ihren Freunden, der Familie Palmer, die sich inzwischen ein Haus in Nordwales gekauft hatten. Sie blieb länger, half den Palmers bei Schreibarbeiten und Übersetzungen und erteilte hausangestellten Flüchtlingen Englischunterricht. Eine Stelle als Kindermädchen blieb ihr erspart, als sie ein Angebot aus dem Bloomsbury House erhielt, durch das ihr Englischunterricht für Erwachsene ermöglicht wurde.
Über diese Tätigkeit kam Sophie Friedländer in Kontakt zu vielen Flüchtlingen, vor allem zu politischen Flüchtlingen, und das war auch der Weg, auf dem sie Hilde Jarecki wieder begegnete, die eines Tages zur Vorbereitung ihrer Anhörung vor einem Ausländer-Tribunal bei den Leuten auftauchte, bei denen Sophie Friedländer in Golders Green wohnte.

„Und so tauchte sie auch eines Tages bei unseren gemeinsamen Freunden in Golders Green auf. Von dieser Gemeinsamkeit hatten wir bis dahin nichts gewußt. Damals ahnten wir nicht, daß wir noch nach über 50 Jahren, nach vielen Jahren gemeinsamer Arbeit, unter einem Dach wohnen Würden. So begann hier in Golders Green unser Leben zu zweit.“

### Hilde Jareckis Start in England
Craydon war für Hilde Jarecki nur ein Zwischenstopp zu ihrem eigentlichen Ziel, Freunden, die in Golders Green wohnten. Dass sie dort später auf Sophie Friedländer treffen würde, wusste sie zu diesem Zeitpunkt noch nicht. Von Golders Green aus trat sie die erste ihr vermittelte Stelle als Haushaltshilfe bei einem jungen Ehepaar an. Hilde Jarecki fühlte sich dort nicht wohl und ausgenutzt, und als es um einen freien Tag zur Ankunft ihrer Schwester Mirjam zum Streit kam, wurde ihr gekündigt.
Hilde Jarecki hielt sich danach mit einigen Gelegenheitsjobs über Wasser und schaffte es trotzdem, für Mirjam, die in Liverpool nicht gut untergekommen war, einen Platz in Minna Spechts walisischem Zufluchtsort zu finanzieren. Im Februar 1940 fand sie für sich eine längerfristige Perspektive als Hausmutter in einem Montessori-Internat, das wegen des Kriegsausbruchs ebenfalls nach Wales evakuiert worden war. Doch der Schulleiter, ein Deutscher, der mit einer jüdischen Frau verheiratet war, wurde interniert und die Schule geschlossen. Das gleiche Schicksal ereilte auch die Schule von Minna Specht, so dass Hilde Jarecki zunächst eine neue Bleibe für Mirjam finden musste. Sie selber ging zu ihren Freunden in Golders Green, wo sie unverhofft auf Sophie Friedländer stieß. „Wie natürlich entfaltete sich eine warme Beziehung zwischen uns, und als nach meinem Geburtstag am 31. August der Blitzkrieg über London begann und die kleine Welt um uns zerfiel, blieben wir wie selbstverständlich zusammen.“

## Die gemeinsame Arbeit in den Refugee Hostels
Internierungen eines Mitbewohners und zunehmende Bombenangriffe führten zu einer Auflösung des Haushalts in Golders Green und schließlich auch zu einer Evakuierung von Sophie und Hilde. Sie fanden erneut Unterschlupf bei der Familie Palmer (siehe oben) in Wales, wo sie den Winter über blieben. Ende Februar 1941 wurde ihnen die Mitarbeit in einer aus London evakuierten privaten Mädchenschule in Morcott angeboten, einem winzigen Dörfchen „in the middle of nowhere“. (Lage) Auch Hildes Schwester Mirjam fand hier eine Anstellung als Betreuerin einer Kindergruppe.
Nach einem Zerwürfnis mit den beiden Schulleiterinnen, einer Engländerin und deren Freundin, einer Lehrerin aus Berlin, kam sehr bald über einen Vater einer ehemaligen Caputher Mitarbeiterin das Angebot, für das Birminghamer Flüchtlings-Komitee das neueröffnete Hostel für junge Flüchtlings-Mädchen zu leiten. Dabei handelte es sich vorwiegend um Mädchen über 16 Jahre, die schon zur Arbeit gingen und denen eine Unterkunft unabhängig von einer Familie geboten werden sollte. Das Hostel bestand schon, doch war das Flüchtlings-Komitee mit der bisherigen Leitung nicht zufrieden, und so kamen Sophie und Hilde zum Zuge.

### Refugee Hostel Birmingham (1942–1943)
Die beiden leiteten von Juli 1941 bis Dezember 1942 das in einem ehemaligen Pfarrhaus untergebrachte Hostel.

„Wir fanden eine ganz zusammengewiirfelte Gruppe von 15-16 Mädchen vor, die mit dem Kindertransport von Wien, Prag, Berlin, Frankfurt gekommen waren, aus allen gesellschaftlichen Schichten und verschiedenen religiösen und politischen Schattierungen. Sie hatten alle schon ein, zweijahre Irrfahrten und Abenteuer in England hinter sich. Hauptsächlich betroffen waren die 14-lßjährigen. Durch den Ausbruch des Krieges waren viele Garantien zusammengebrochen. Die englischen Familienväter waren eingezogen, und die Familiensorgen Waren oft so groß, daß sie wenig Raum ließen für das Mitgefühl mit den Flüchtlingskindern. So groß War das Gefühl der Unsicherheit, daß wir eines Tages einem unserer Mädchen auf der Straße begegneten: Sie War mittags von ihrem Arbeitsplatz nach Hause gelaufen, um festzustellen, ob wir noch da sind!“

Sophie und Hilde gelang es mit der Zeit, zusammen mit den Mädchen dem Hostel den Jugendherbergscharakter zu nehmen und ein Gemeinschaftsleben zu etablieren. Hauptsorgen waren Möglichkeiten zum Schulabschluss und Arbeitsmöglichkeiten für die Mädchen. Einige konnten in Kinderkrippen und Kindertagesstätten unterkommen, andere in Gärtnereien. Letzteres war vor allem für die Mädchen wichtig, die auf eine Ausreise nach Palästina hofften und sich darauf vorbereiten wollten. Auch Außenkontakte entwickelten sich, so zu den Quäkern, die gegenüber dem Hostel das Woodbrooke College betrieben. Hier nahmen die Hostel-Bewohnerinnen an Quäker-Meetings teil und führten Theaterstücke auf. Sophie und Hilde unterhielten enge Kontakte zu Mrs. Adams, deren Mann Geschichtsprofessor am Woodbrooke College war, und auch zu Fridolin Friedmann bestanden Beziehungen, der inzwischen an einer Public School in Warwick angestellt war und dort mit von ihm inszenierte Theateraufführungen glänzte.
Enge Kontakte ergaben sich auch zu dem anthroposophisch orientierten Sunfield Children's Homme, in dem physisch und mental beeinträchtigte Kinder betreut wurden. Eigentlich sollten dort Arbeitsplätze für die Hostel-Bewohnerinnen gefunden werden, doch Sophie Friedländer attestiert dem Heim durch die dort praktizierte einfühlsame Betreuung einen großen Einfluss auf sie selber gehabt zu haben.
Das Leben im Hostel war aber auch stark durch Fluktuation geprägt, weil erwartet wurde, dass jede, die älter als 14 Jahre alt war, zur Arbeit zu gehen hat. Das ließ sich nicht immer in Birmingham realisieren, und so zogen einige Weg, weil sie sich in Vorbereitungslagern für Palästina qualifizieren wollten, andere wechselten an Anna Freuds inzwischen von London nach Warwick evakuierten Kindergarten. Einige Mädchen konnten ihre Ausbildung auch an die inzwischen nach Wem in der Grafschaft Shropshire evakuierte Bunce Court School fortsetzen. Sie erhielten dort Gelegenheit, „ihre Schulbildung zu beenden, was in manchen Fällen möglich gemacht wurde durch Gegenleistung von Arbeit im Büro oder Haus, Küche oder Garten“.
Die erfolgreiche Arbeit fand ein unerwartetes Ende dadurch, dass ein neuer Vikar Anspruch auf das Pfarrhaus erhob, weil er dort wohnen wollte. Das Flüchtlingskomitee beschloss in dieser Situation, statt des Hostels eine Wohngemeinschaft („residential club“) für 45 Flüchtlinge einzurichten. Für Sophie und Hilde hätte dies den Charakter ihrer bisherigen Arbeit zu stark verändert, weshalb sie nach dem von ihnen noch betreuten Umzug Birmingham verließen.

### Refugee Hostel Reading (1943–1955)
Sophie und Hilde hofften auf einen schnellen Neuanfang mit einem Hostel in London. Doch erst drei Monate später erhielten sie ein Angebot, als stellvertretende Heimleiterinnen in Reading beginnen zu können, ein Angebot, das sich zu einem zwölfjährigen Engagement für die beiden entwickelte.

„Diese zwölf Jahre wurden zu einem recht bedeutsamen Abschnitt in unserem gemeinsamen Leben, das wir erst mit Jugendlichen und später mit Kindern teilten. Mit ihnen gingen wir durch die verschiedensten Stadien ihres Wachstums. Dabei muß ich immer wieder betonen, daß wir uns – in unserer Situation als Flüchtlinge – ganz mit dem Hostel als unserem Heim identifizierten. Es War unser Leben, mehr als unsere ›Arbeit‹.“

Die Arbeit begann, ähnlich wie zuvor in Birmingham, mit einer kleinen Gruppe von Mädchen im Alter zwischen 16 und 18 Jahren. Viele der Mädchen stammten aus Wien, ein paar aus Deutschland; nicht alle hatten eine abgeschlossene Schulausbildung, doch sie waren in der Lage, tagsüber in Büros zu arbeiten, und das Hostel war ihr Rückzugsort.
Bald folgten aber auch Mädchen aus dem Birminghamer Hostel nach, und ebenso kamen weitere von der Bunce Court School hinzu. Trotz großer Fluktuation gelang es Sophie und Hilde Kontinuität herzustellen und zusammen mit den Mädchen eine Gemeinschaftsatmosphäre zu schaffen. Auch Hildes Schwester Mirjam, die später eine Lehrerinnausbildung machte, stieß wieder hinzu und entwickelte sich allmählich zu einer verlässlichen Vertreterin für die beiden.
Sophie Friedländer empfand das Hostel als eine kleine jüdische Schicksalsgemeinschaft, in der natürlich jüdische Themen und Feste, aber auch das Thema Auswanderung nach Palästina wichtige Rollen spielten. Gleichwohl wurde der Freitagabend nicht als klassischer Schabbat begangen, sondern eher als kulturelle Veranstaltung. Die deutsche Sprache war Umgangssprache im Haus, und an den Freitagabenden stand oft deutsche Literatur im Mittelpunkt. „Wir teilten mit ihnen, was wir an kulturellem Gut mitgebracht hatten. Wir sprachen Deutsch mit ihnen im Haus, weil wir den Mädchen die Verbindung mit ihrem Elternhaus lebendig erhalten wollten. Ein Mädchen, das vorher bei englischen Pflegeeltern untergebracht war, hatte nicht nur ihr Deutsch völlig vergessen, sondern konnte sich nicht mehr an das erinnern, was vor ihrer Auswanderung geschehen war. Es dauerte lange, bis das wieder zurückkommen konnte.“
Das Kriegsende im Mai 1945 verlangte nach einer Neubestimmung der künftigen Arbeit. Abermals kam Fridolin Friedmann ins Spiel, der inzwischen in Durley in der Nähe von Southampton die Leitung eines „Reception Camps“ Wintershill Hall für aus den Konzentrationslagern befreite Jugendliche übernommen hatte. Von ihm übernahmen Sophie und Hilde zwei 16-jährige Mädchen, die in der Folgezeit erfolgreich Ausbildungen absolvierten, aber: „Der innere Weg zu ihnen war nicht leicht.“ Ihre KZ-Vergangenheit war etwas, worüber sie erst viele Jahre später sprechen konnten. Vierzig Jahre später, 1985, erlebten Sophie und Hilde eine von ihnen als Schauspielerin, die inzwischen „wichtige Rollen in Stücken über den Holocaust“ spielte.
Für andere Bewohnerinnen des Hostels war das Kriegsende die Zeit des Aufbruchs. Kontakte zu Eltern oder Verwandten konnten wieder hergestellt werden, Familienzusammenführungen wurden organisiert, und das Hostel leerte sich. Für die dadurch frei werdenden Plätze setzten Sophie und Hilde durch, dass sie nun Jüngere aufnehmen durften, ebenfalls Kinder, die den Holocaust überlebt hatten. „Die meisten Kinder, die im Laufe der nächsten zehn Jahre zu uns kamen, hatten schon eine ganze Geschichte von Unterbringungen aller Art hinter sich und brachten so ein gerüttelt Maß von Schwierigkeiten mit. Wieder gab es so manches Kommen und Gehen, aber es blieb ein guter Kern von zwölf Kindern – sechs Jungen und sechs Mädchen –, so daß eine gewisse Kontinuität gesichert war.“ Sophie bekennt, dass sie den Umgang mit den oft schwierigen Kindern erst durch Hilde gelernt habe, die „jede Schwierigkeit, Aggression, Bettnässen, Nägel-Knabbern, Furcht, Klauen, Lebensschwierigkeiten als selbstverständliches Resultat des bisherigen Lebens des Kindes akzeptieren [konnte] und wußte, wie man damit fertig werden konnte“. Als problematisch erwies sich zudem das englische Schulsystem, das nach Auffassung von Sophie Friedländer an sich schon bestehende Klassenunterschiede verfestigte, auf die Situation der Hostel-Kinder und deren Befindlichkeiten aber erst recht keine Rücksicht nahm. Dies aufzufangen und den schulischen Demütigungen entgegenzuwirken, war die Aufgabe der beiden Betreuerinnen.
Sophie und Hilde hatten in all den Jahren nur gelegentlich Entlastung durch Hildes Schwester Mirjam, die eine „pädagagogische Ausbildung nach der anthroposophischen Lehre Rudolf Steiners“ absolviert hatte und in einem Kindergarten arbeitete. Sie übernahm manchmal die Ferienvertretung für die beiden, doch den Alltag meisterten sie alleine. „Wir hatten nicht – wie es jedenfalls damals in Heimen üblich war – Angestellte zum Kochen, Saubermachen, Waschen, Gärtnern. Das machten wir alles mit den Kindern, die dafür richtig angeleitet und allmählich in diesen Verrichtungen ganz selbständig wurden.“
Eine der wichtigsten Unterstützerinnen des Hostels war Edith Morley, die erste Professorin in Großbritannien, Frauenrechtlerin und Aktivistin der Fabian Society. Morley war die ehrenamtliche Sekretärin des Readinger Flüchtlingskomitees und der Arbeit der beiden Frauen eng verbunden; ihrer Initiative war es zu verdanken, dass das Hostel um einen „Playroom“ erweitert wurde, der von den Kindern für Theateraufführungen genutzt wurde. Der Playroom wurde zudem zum Ort der Feste, was in der Regel die jüdischen Feste waren, die dort gefeiert wurden.
1955 wurde das Hostel aufgelöst. Ein Teil der Kinder war dem Heim entwachsen, konnte künftig selbständig leben oder doch noch zu Eltern zurückkehren. Doch der Hauptgrund zur Schließung kam vom Flüchtlingskomitee, dessen Meinung sich geändert hatte. „›Besser ein schlechtes Zuhause als ein gutes Heim.‹ Das wurde in den fünfziger Jahren das Motto der Komitees. So wurden immer seltener Kinder bei uns untergebracht, ja es konnte geschehen, daß Kinder plötzlich mitten im Schuljahr rausgerissen wurden, so daß das Heim seine ursprüngliche Daseinsberechtigung verlor. […] Nach der Abschiedsfeier mit Freunden und Nachbarn und einem Konzert in Haslemere wurden die verbliebenen Kinder abgeholt. Bis auf einen. Das Wie und Warum zu erklären, würde zu weit führen. Er blieb in unserem Leben bis heute.“

## Sophie Friedländers Weg nach 1955
Das Ende des Hostels war nicht das Ende der persönlichen Beziehung zwischen Sophie Friedländer und Hilde Jarecki, die gemeinsam nach London zogen und sich dort ein Haus kauften. Aber beruflich trennten sich ihre Wege.
Sophie Friedländer ließ sich ihre deutsche Lehrerinnenausbildung anerkennen und bewarb sich 1956 als Geographielehrerin an einer Grammar School für Mädchen. Die Arbeit dort viel ihr anfangs nicht leicht, weil sie den englischen Schulalltag als sehr formalisiert empfand und der Unterricht auf mechanisiertes (Auswendig-)Lernen ausgerichtet war. Zäh erkämpfte sie sich Freiräume, die ihr und ihren Schülerinnen Freiräume boten, „Lernen als Erlebnis“ zu praktizieren. Ihre Unzufriedenheit mit dem schulischen Alltag, der ihren eigenen Erfahrungen und ihrer eigenen Praxis widersprach, formulierte sie in einem Fragenkatalog: „Und oft ertappte ich mich dabei, daß ich bei mir dachte: Die Schule ist eine Erfindung des Teufels. Warum können die Schulkinder nicht lernen, was sie angeht? Warum werden sie nicht mehr zum Tun angehalten? Warum kann man ihnen nicht schon früh viel mehr Verantwortung geben? Warum kann man sie nicht viel mehr einbeziehen in den ganzen Schulbetrieb? Warum respektiert man sie nicht als Menschen mit ihren eigenen Rechten?“
1970 ging Sophie Friedländer in den Ruhestand. Es war das Jahr, in dem ihre Schule in eine Comprehensive School umgewandelt und die Koedukation eingeführt wurde. Auch wenn damit Reformen eingeleitet wurden, die ihren Vorstellungen von Schule eher entsprachen: Sophie Friedländer war mit 65 Jahren froh, dass sie sich den mit diesen Reformen verbundenen Anforderungen nicht mehr stellen musste. „Der Abschied von der Schule ist mir nicht schwergefallen. Es war mir, als ob ein großer Druck von mir abgefallen war und ich zu mir zurückkehren konnte.“
Sophie Friedländer widmete sich nach dem Ende ihres Berufslebens der Töpferei, und hier vor allem dem Modellieren von Köpfen. Nachdem sie das zunächst für sich selbst tat, drängte es sie bald, ihr Können weiterzugeben, und sie begann, Kurse für Erwachsene in einem kommunalen „Adult Education Institute“ zu geben. Daneben interessierte sie sich für Gymnastik nach der Methode von Hinrich Medau und für die Eutonie nach Gerda Alexander.
Ihre letzten Jahre lebten Sophie Friedländer und Hilde Jarecki wieder in Golders Green. Beide pflegten rege Kontakte nicht nur zu ihren Verwandten in Israel, sondern auch zu vielen Ehemaligen aus Caputh, die sie häufig auf ausgedehnten Reisen besuchten. Eng blieben auch die Kontakte zu Hildes Schwester Mirjam, und der Junge aus Reading, der nach der Auflösung des Hostels als einziger bei ihnen blieb, wurde Lehrer und ein Teil des engsten Kreises um die beiden.

## Hilde Jarecki und die Playgroups
Nach dem Ende des Hostels in Reading und dem Umzug nach London absolvierte Hilde Jarecki 1956/57 einen Senior Child Development Course am Institute of Education der Universität London über kindliche Entwicklung („Child Development“), um danach Kinderpflegerinnen auszubilden. Ihre Tutorin während dieser Ausbildung war die Psychoanalytikerin Edna Oakeshott, die Hilde Jarecki bei ihrer späteren Arbeit als Beraterin freundschaftlich verbunden blieb.
Sie wechselte dann als Laientherapeutin an eine Tagesklinik für geistig behinderte Menschen, wo sie schwererziehbare und verhaltensauffällige Kinder zu betreuen hatte. Die Aufgabe, die sich ihr hier stellte, bestand darin, die auf Verwahrung der Kinder ausgerichtete Einrichtung im Sinne einer auf Teilhabe der Kinder orientierte Erziehung zu verändern und den Kindern die Rückkehr in eine normale Schule zu ermöglichen. Für die Kinder ihres ersten Kurses gelang das nach zwei Jahren.
Hilde Jareckis nächstes berufliches Engagement hatte seinen Ursprung in der in den 1960er Jahren noch völlig unzureichenden Kleinkinderbetreuung in Großbritannien. 1961 hatte eine junge Londoner Mutter, Belle Tutaev, an den Guardian geschrieben und berichtet, dass sie wegen des Fehlens eines staatlichen Kindergartenplatzes für ihre kleine Tochter gezwungen gewesen sei, privat eine eigene Gruppe für die Kinderbetreuung zu gründen. Auf Tutaevs Leserbrief meldeten sich viele andere Eltern, die unter ähnlichen Problemen litten und auch schon eigene Gruppen gegründet hatten. Innerhalb eines Jahres brachten Belle Tutaev und andere Eltern etwa 150 Mitglieder zusammen und organisierten die erste Jahreshauptversammlung „Pre-school Playgroups Association“ (Vereinigung der Vorschul-Spielgruppen). Im Mai 1963 erhielt die Vereinigung den Status einer offiziellen Wohltätigkeitsorganisation und setzt sich seither für dieses Erziehungssegment ein. Wie katastrophal die damalige Situation war, wusste Hilde Jarecki aus eigener Erfahrung:

„In Inner London hatten sie damals 10 Nursery Schools [Kindergärten] für eine Einwohnerschaft von 7 Millionen. Ich kannte sie alle in- und auswendig, weil ich sie als Tutor für Child Development in der Ausbildung von Nursery Nurses regelmäßig für Besichtigungen benutzte. Diese Nursery Schools waren gut, aber – wie ich bald merkte – belegt mit Kindern von Professionellen, die wußten, was gut für ihre Kinder ist. Und die sozial benachteiligten Kinder, für die diese Einrichtung ja gedacht war, fand ich draußen auf der Straße. Nur vereinzelt waren sie hier und da einbezogen.“

Die neue Bewegung fand die Unterstützung der Behörden, die jedoch zur Auflage machten, dass eine hauptamtliche Kraft eingestellt werden müsse, die die fachliche und organisatorische Koordination zu gewährleisten habe. Hilde Jarecki bewarb sich für diese Stelle und wurde als Professional Adviser eingestellt. Ihre vorrangigen Aufgaben waren die Organisation von Playgroups in Inner London und die Einrichtung von Ausbildungskursen für Playgroup-Leiterinnen.
Bald schon wurde Hilde Jarecki bewusst, dass die Playgroups, für die sie jetzt zu arbeiten hatte, nichts zur Verbesserung der Lebensverhältnisse von Kindern aus sozial benachteiligten Schichten beitrugen und somit die Verhältnisse reproduzierten, die sie zuvor an den öffentlichen Kindertagesstätten kritisiert hatte. Sie konzentrierte sich fortan darauf, neue Playgroups zu initiieren, die sich vorrangig um benachteiligte Kinder kümmern sollten. Hierzu organisierte sie als nächstes Ausbildungsgruppen für Mütter, um diese für die Leitung von Gruppen zu qualifizieren. Die Kurse fanden in Zusammenarbeit mit Erwachsenbildungseinrichtungen statt und verfolgten eine Art duale Ausbildungsstrategie: Die Mütter, die an den Kursen teilnahmen, sollten dazu auch ihre eigenen Kinder mitbringen können. Aus zunächst zwei Ausbildungskursen entwickelte sich ein Ausbildungssystem für Inner London, das auf einem Grundkurs und einem zweijährigen Fortgeschrittenen-Kurs basierte. Ergänzt wurde das System durch monatliche Sitzungen der Playgroup-Leiterinnen eines Bezirks, um übergreifende Probleme zu besprechen.
Hilde Jarecki konnte ihr Ausbildungsmodell in London fest etablieren und erhielt dafür auch ausreichende finanzielle Unterstützung. In Schottland, wo sie beratend tätig war, wurde ebenfalls auf ihr Modell zurückgegriffen, und in veränderter Form fand das Konzept auch Eingang in die Schulen, wo es in „Child-Care-Kursen“ zur Betreuung von Jugendlichen herangezogen wurde. Hilde Jarecki vergaß bei all dem nicht ihre Wurzeln, die Ursprünge ihres pädagogischen Handelns, und die lagen für sie ganz eindeutig in ihrer eigenen Ausbildung beim Berliner „Verein Jugendheim“: „Und immer wieder muß ich darauf hinweisen, wieviel ich in meinem Tun meinem Wegweiser, dem Jugendheim, zu verdanken habe. Wie damals die ganzen Betriebe – Tagesheime, Kindergarten, Horte – lebendig miteinander verbunden waren, so war es auch in Inner London: Es hing alles zusammen. Die Mütter in den Playgroups hatten ihre regelmäßigen Zusammenkünfte, die Playgroup-Leiter ihre monatlichen Treffen in den Boroughs; für die Tutoren gab es eine 5-Tage-Konferenz nach dem Ende des Sommerterms. Den Anfang von jedem neuen Kurs leitete ich selbst. Mir lag daran, den Schülerinnen klar zu machen, was dies für eine Gelegenheit war zu lernen, aber auch, was von ihnen erwartet wurde. Lange erschien ich auch zum Abschluß der Kurse, um zu erfahren, was die Schülerinnen von dem Kurs gehabt hatten. Das war auch die Zeit für Verbesserungsvorschläge und Wünsche für die anschließenden Kurse.“
Hilde Jarecki machte deutlich, dass ihr Playgroup-Konzept ein „Graswurzel-Konzept“ war. Ihre Grundregeln lauteten:
- Kinder müssen in ihrer Entwicklung für die Playgroup reif sein; das ist gewöhnlich nicht vor dem 3. Geburtstag. (Das Bestehen auf diesem Grundsatz hat mir oft den Vorwurf der Sturheit eingebracht. Aber ich blieb dabei.)
- Ungestörtes Eingewöhnen für die Kinder.
- Kein Herumkommandieren und ständiges Bevormunden.
- Gute Qualität im Spielen.
- Eine kinder-orientierte Umgebung.
- Beobachten und abwarten können.
- Die Eltern sollen aktiv mit einbezogen werden.
- Die Playgroup soll keinen Profit machen. Das war eine Forderung nur für Inner London. Denn wo der Profit eine Rolle spielt, wird schon die Aufmerksamkeit vom Wesentlichen abgelenkt.

Die spätere Entwicklung, die Institutionalisierung der Playgroups unter staatlicher Aufsicht und verordneten Lehrplänen, war Hilde Jareckis Sache nicht. Nach acht Jahren Arbeit, im Alter von zweiundsechtig, schied sie aus der hauptamtlichen Arbeit aus, nicht verbittert und weiterhin bestehenden Verbindungen als Kursleiterin oder Mitglied im „Exekutive Committee“ der „Inner London Pre-School Playgroups Association“. Die acht Jahre im Dienste der Playgroup-Bewegung war harte Arbeit für sie, doch ihr Resümee fällt positiv aus:

„Ja, die Durchführung dieses Stundenplans bedeutete für mich einen Arbeitstag von 15-16 Stunden, fünf – oft mehr – Tage in der Woche, fast achtjahre lang; aber für mich waren das ja keine Arbeitstage im üblichen Sinne. Es war eine aufregende schöpferische Zeit, in der ich wichtige Pläne auf meine Weise verwirklichen konnte. Verzögerungen duldete ich nicht leicht, denn zu Beginn der Arbeit war ich schon 54~Jahre alt, und das Leben ist viel zu kurz für alles, was noch zu machen ist.“

„Was noch zu machen ist“: Noch als über 70-Jährige lernte Hilde Jarecki Geige zu spielen. Sie hatte Einzelunterricht, nahm aber bald auch am Gruppenunterricht für Dreijährige und Ältere teil, und zu deren Müttern entwickelte sie schnell ein Verhältnis, das an die Playgroups erinnerte. „So hatte ich wieder meinen sehr eigenen Platz gefunden.“

## Erinnerungsarbeit
Sophie und Hilde unternahmen bis ins hohe Alter hinein Reisen, besuchten Familienangehörige und Freunde in Israel und in den Vereinigten Staaten und korrespondierten mit Menschen auf der ganzen Welt. Zu vielen Kindern, die sie in Caputh unterrichtet und in England betreut hatten, hielten sie engen Kontakt. „Wir hatten nun mehr Zeit füreinander, haben manche schöne Reise gemacht und konnten noch an einigen Treffen teilnehmen. Es war wie Jahre der Ernte.“
Um 1990 herum drehte Sabine Merseburger für den Norddeutschen Rundfunk einen Dokumentarfilm, der im Haus von Sophie und Hilde in Golders Green gedreht wurde, aber auch in Berlin und Caputh. Zu Wort kamen in ihm auch Ehemalige aus Caputh und Reading. Elizabeth Rosenthal (siehe Weblinks) berichtete, dass von 2001 bis 2003 Sophie und ihre Kollegen und ehemaligen Schüler für Radio Berlin interviewt worden seien. Der daraus resultierende preisgekrönte Beitrag sei wiederholt im deutschsprachigen Europa übertragen worden.
1993 nahm Sophie Friedländer an einer Tagung von Exilforschern in Berlin teil. Sie und Hilde kamen auch ein Jahr später, am 9. November 1994, zur Eröffnung einer Ausstellung über das Kinder- und Landschulheim Caputh, die Hildegard Feidel-Mertz zusammen mit Studenten erarbeitet hatte und die nun an der Fachhochschule Potsdam gezeigt wurde.
Eine weitere Ausstellung in Berlin widmete sich Sophie Friedländers Unterrichtsprojekt Das kalte Herz. Sie gab den beiden Gelegenheit, noch einmal ehemalige Caputher zu treffen, denen sie sich wie durch ein Familienband verbunden fühlten. „So kann man wohl sagen: was vor 60 Jahren in Caputh als Freundschaft angefangen hat, hat sich – wieder in Caputh – wie ein Kreis geschlossen. Es war unsere letzte Reise sichtbar zusammen.“

## Werke
Sophie Friedländer
- Erinnerungen an ein verlorenes Paradies. Das Jüdische Landschulheim Caputh 1933–1938, in: Hildegard Feidel-Mertz (Hg.): Schulen im Exil, S. 43–51.
- Am meisten habe ich von meinen Schülern gelernt. Lebensgeschichte einer jüdischen Lehrerin in Berlin und im Exil, herausgegeben von Monika Römer-Jacobs und Bruno Schonig, GEW Berlin, Berlin, 1987.
- »Trudebude« – Gertrud Feiertag (4.7.1890–1943), in: Hildegard Feidel-Mertz, Andreas Paetz: Ein verlorenes Paradies, S. 87–108. In dem Text verarbeitete Sophie Friedländer eigene Erinnerungen und die Erinnerungen anderer an die Jahre in Caputh. Auf den Seiten 245 ff. sind auch Unterrichtsskizzen von ihr und Unterrichtsauswertungen abgedruckt.

Hilde Jarecki
- Spielgruppen. Ein praxisbezogener Zugang, übersetzt von Sophie Friedländer, herausgegeben und kommentiert von Hildegard Feidel-Mertz und Inge Hansen-Schaberg unter Mitarbeit von Beate Bussiek und Hermann Schnorbach, Klinkhardt, Bad Heilbrunn, 2014, ISBN 978-3-7815-1977-0.

Sophie Friedländer & Hilde Jarecki
- Sophie & Hilde. Ein gemeinsames Leben in Freundschaft und Beruf. Ein Zwillingsbuch, von Sophie Friedländer und Hilde Jarecki, herausgegeben von Bruno Schonig, Edition Hentrich, Berlin, 1996, ISBN 978-3-89468-229-3.